# Kimmeryjczycy
Kimmeryjczycy – lud w mitologii greckiej, który w czasie złotego wieku żył na północ od Grecji. Gdy Zeus odniósł zwycięstwo w walce z Tytanami, zwanej tytanomachią, lud pogrążył się w ciemnocie i niewiedzy, odmawiając kultu bogom olimpijskim. Za to świętokradztwo Zeus ukarał ich strącając cały lud do Hadesu. Przed ucieczką z więzienia strzeże ich Cerber.